# Fingerprobe (Boden)
Die Fingerprobe ist eine Methode zur Bestimmung der Bodenart, die ohne weitere Hilfsmittel bei der bodenkundlichen Kartierung angewendet werden kann.

## Grundlagen
Der mineralische Boden wird unterteilt in Grobboden oder Bodenskelett mit Korngrößen über 2 mm und in Feinboden mit Korngrößen bis 2 mm. Die Bodenart benennt unterschiedliche Gemenge von Korngrößenanteilen der drei Kornfraktionen Ton, Schluff und Sand (bzw. ihrer jeweiligen Unterfraktionen) des Feinbodens.
Die Fingerprobe nutzt verschiedene physikalische Eigenschaften einer feuchten Bodenprobe zur Bestimmung einer Bodenart und spricht dabei besonders die Körnigkeit, die Mehligkeit und die Bindigkeit einer Bodenprobe an.
| Korngröße | Eigenschaften |
| --------- | --- |
| Ton       | Gut formbar, klebrig, bindig, „schmutzt“ und zeigt glänzende Gleitflächen.                                                           |
| Schluff   | Mäßig formbar, kaum bindig, von samtig-mehliger Beschaffenheit, „schmutzt“ nicht und zeigt raue Gleitflächen.                        |
| Sand      | Nicht formbar, „schmutzt“ nicht und ist sicht- und fühlbar körnig.                                                                   |
| Lehm      | Enthält alle drei Kornfraktionen in unterschiedlichen Anteilen. Die dominierende Kornfraktion bestimmt seine überwiegenden Merkmale. |

## Voraussetzungen zur Anwendung der Methode

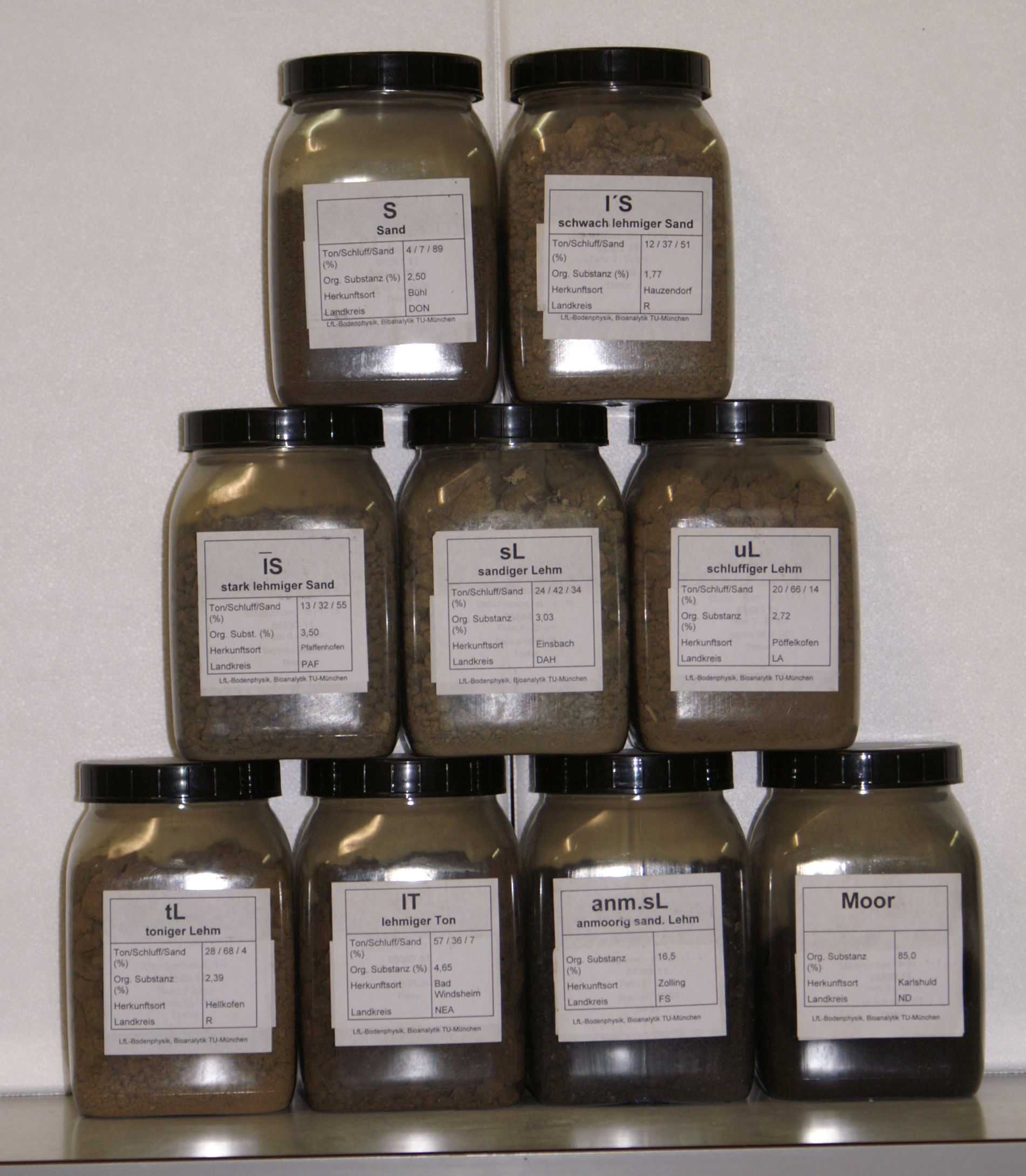
Regelmäßige Selbstkontrolle der Fingerprobe mit Standardböden bekannter Körnung

- Die Bodenprobe besitzt einen gleichmäßig durchfeuchteten Zustand, der gegebenenfalls durch Anfeuchtung oder durch trocknende Reibung zwischen den Fingern hergestellt werden kann.
- Zu trockene Proben werden leicht gröber, zu nasse Proben leicht feinkörniger angesprochen.
- Je gröber und kantiger die Sandfraktion ist, desto leichter wird der Sandanteil überschätzt.
- Überwiegt in der Bodenprobe der Feinstsand (Korngrößen 0,063 mm bis 0,125 mm) und besteht dieser vorwiegend aus blättchenförmigen Teilchen wie Glimmer, dann wird der Sandanteil oft unterschätzt und der Schluffanteil überschätzt.
- Hohe Carbonatanteile verringern in tonreichen Böden die Bindigkeit und können zur Überschätzung des Schluffanteils führen.
- Hohe Humusgehalte können zur Überschätzung des Ton- oder Schluffanteils führen.

Nur bei ausreichender Erfahrung ist eine zuverlässige Ansprache der Bodenarten möglich. Um das Ansprachegefühl bei der Fingerprobe zu schärfen und zu sichern, sind die Ergebnisse der Fingerprobe regelmäßig mit Korngrößenanalysen aus dem Labor zu vergleichen bzw. durch wiederholte Ansprachen von laboranalytisch untersuchten Standardproben zu „eichen“.

## Entscheidungsbaum zur Bestimmung der Bodenarten in Anlehnung an DIN 19682-2
Grundlage der nachfolgenden Tabelle ist das in der Bodenkundlichen Kartieranleitung enthaltene Bodenartendiagramm (s. unten). Bei jeder Ansprache ist zu beachten, welche Definition bzw. welches Bodenartendiagramm ihr zu Grunde liegt; neben dieser detaillierten Form existieren in Deutschland noch die Definitionen der Bodenarten nach der Bodenschätzung (Reichsbodenschätzung) sowie diverser Lufen (Landwirtschaftlichen Untersuchungs- und Forschungsanstalten (VDLUFA)); in Österreich und in der Schweiz werden wiederum andere Definitionen verwendet und im internationalen (englischen) Sprachraum die Bodenartendiagramme der FAO, der USDA und der WRB.
| Nr   | Fragen und Antworten | gehe zu | gehe zu | gehe zu |
| ---- | --- | ------- | ------- | ------- |
| 1    | Eine walnussgroße Bodenprobe ist zwischen den Handtellern zu einer Kugel zu formen und anschließend zu einer dünnen Walze von etwa Bleistiftdicke auszurollen                         |         |         |         |
| 1.1  | Der Boden ist nicht ausrollbar, die Walze zerbröckelt, bevor Bleistiftstärke erreicht ist. Damit sind die Bodenartenhauptgruppe Sande und Schluffe fast eindeutig erkannt.            | 2       | 2       | 2       |
| 1.2  | Der Boden ist ausrollbar, die Walze ist intakt oder nur schwach rissig. Damit sind – mit Ausnahme vom schluffigen Lehm Lu – die Bodenarten der Hauptgruppen Lehme und Tone erkannt.   | 4       | 4       | 4       |
| 2    | Boden zwischen Daumen und Zeigefinger reiben und Grad der Körnigkeit feststellen |         |         |         |
| 2.1  | Der Boden ist überwiegend körnig – rau. | 3       | 3       | 3       |
| 2.2  | Der Boden ist überwiegend samtig – mehlig. | 6       | 6       | 6       |
| 3    | Boden zwischen den Handtellern reiben und rollen |         |         |         |
| 3.1  | Der Boden ist nur sehr wenig formbar, ein Ausrollen ist unmöglich Damit sind die Bodenarten der Hauptgruppe Sande eindeutig erkannt.                                                  | 5       | 5       | 5       |
| 3.2  | Der Boden ist wenig formbar, ein Ausrollen ist kaum möglich. | 6       | 6       | 6       |
| 4    | Boden zwischen Daumen und Zeigefinger reiben, ggf. etwas befeuchten, auf Körnigkeit und Bindigkeit prüfen                                                                             |         |         |         |
| 4.1  | Der Boden ist etwas schmierig – klebrig, gut form- und ausrollbar, aber rissig. | 7       | 7       | 7       |
| 4.2  | Der Boden ist zähplastisch und klebrig, hat glänzende Gleitflächen und knirscht zwischen den Zähnen.                                                                                  | 8       | 8       | 8       |
| 5    | Boden zwischen Daumen und Zeigefinger trocken reiben, auf Rauigkeit (je feiner, desto weniger rau) und Feinanteil prüfen                                                              |         |         |         |
| 5.1  | In den Fingerrillen haftet sehr wenig mineralische Feinsubstanz. | 9.1     | 9.1     | 9.1     |
| 5.2  | In den Fingerrillen haftet mineralische, mehlig – stumpfe Feinsubstanz. | 9.2     | 9.2     | 9.2     |
| 6    | Boden zwischen Daumen und Zeigefinger trocken reiben, etwa bleistiftdick ausrollen |         |         |         |
| 6.1  | In den Fingerrillen haftet viel Feinsubstanz; der Boden bricht und krümelt beim Versuch, ihn bleistiftdick auszurollen.                                                               | 9.3     | 9.3     | 9.3     |
| 6.2  | In den Fingerrillen haftet viel Feinsubstanz; der Boden bricht schon bei geringer Verformung.                                                                                         | 9.4     | 9.4     | 9.4     |
| 6.3  | Der Boden glitzert im Sonnenlicht, ist nicht oder schlecht formbar, nicht ausrollbar, aber gut haftend und klebrig.                                                                   | 9.5     | 9.5     | 9.5     |
| 6.4  | Der Boden glitzert im Sonnenlicht, ist nicht ausrollbar und klebend, aber gut haftend und rau – mehlig.                                                                               | 9.6     | 9.6     | 9.6     |
| 6.5  | Der Boden ist kaum formbar, reißt und bricht sehr leicht, jedoch gut haftend und rau – mehlig                                                                                         | 9.7     | 9.7     | 9.7     |
| 6.6  | Der Boden ist wenig formbar, reißt und bricht leicht, gut haftend und samtig - mehlig                                                                                                 | 9.8     | 9.8     | 9.8     |
| 7    | Boden zwischen Daumen und Zeigefinger reiben und drücken, Körnigkeit und Formbarkeit beurteilen                                                                                       |         |         |         |
| 7.1  | Der Boden ist stark samtig - mehlig und etwas klebrig, bleistiftdick form- und ausrollbar, jedoch dabei rissig.                                                                       | 9.9     | 9.9     | 9.9     |
| 7.2  | Der Boden ist etwas seifig – schmierig, mit deutlich fühlbar körnig- rauem Sandanteil, bleistiftdick form- und ausrollbar, jedoch dabei rissig.                                       | 9.10    | 9.10    | 9.10    |
| 7.3  | Der Boden ist klebrig und schwach schmierig, seine Mehligkeit tritt zurück, beim Reiben zeigt sich eine deutliche „Würstchenbildung“.                                                 | 9.11    | 9.11    | 9.11    |
| 8    | Boden mit etwas Wasser zwischen den Daumen und Zeigefinger reiben und quetschen, Gleitflächen beurteilen und am Ohr oder zwischen den Zähnen auf Körnigkeit prüfen                    |         |         |         |
| 8.1  | Der Boden ist körnig mit deutlich fühlbarem Sandanteil, mit glänzenden bis stark glänzenden Gleitflächen, klebrig.                                                                    | 9.12    | 9.12    | 9.12    |
| 8.2  | Der Boden fühlt sich mehlig – samtig an, die Sandbestandteile treten völlig zurück, er ist plastisch, form- und ausrollbar und zeigt schwach glänzende Reibflächen.                   | 9.13    | 9.13    | 9.13    |
| 8.3  | Der Boden ist zähplastisch und klebrig; deutliches Knirschen hörbar oder zwischen den Zähnen wahrnehmbar; er zeigt glänzende Reibflächen.                                             | 9.14    | 9.14    | 9.14    |
| 8.4  | Der Boden ist butterweich und klebrig, zwischen den Zähnen ist kaum oder kein Knirschen spürbar; er zeigt glänzende Reibflächen.                                                      | 9.15    | 9.15    | 9.15    |
| 9.1  | In den Fingerrillen haftet keine oder kaum Feinsubstanz. | Ss      | ss      | s       |
| 9.2  | Sandkörner sind gut sicht- und fühlbar; in den Fingerrillen haftet sehr wenig Feinsubstanz.                                                                                           | Su2     | ls      | s       |
|      | Sand, deutlich Feinsubstanz führend; in den Fingerrillen haftet schwach mehlige Feinsubstanz.                                                                                         | Su3     | us      | s       |
|      | Sand mit viel Feinsubstanz; in den Fingerrillen haftet stark mehlige Feinsubstanz. | Su4     | us      | s       |
| 9.3  | Sandkörner sind deutlich sicht- und; in den Fingerrillen haftet wenig Feinsubstanz.                                                                                                   | Sl2     | ls      | s       |
|      | Sandkörner deutlich sicht- und fühlbar; in den Fingerrillen haftet wenig bis mäßig Feinsubstanz.                                                                                      | Sl3     | ls      | s       |
|      | Sandkörner sind gut sicht- und fühlbar mit mäßig bis viel Feinsubstanz. | Sl4     | sl      | l       |
|      | Sandkörner deutlich sicht- und fühlbar; durch viel Feinsubstanz deutlich mehlig. | Slu     | sl      | l       |
| 9.4  | Sandkörner sind deutlich sicht- und fühlbar, trotz nur mäßig Feinsubstanz sehr klebrig („Honigsand“).                                                                                 | St3     | sl      | l       |
|      | Sandkörner sind sicht- und fühlbar; in den Fingerrillen haftet sehr wenig Feinsubstanz.                                                                                               | St2     | ls      | s       |
| 9.5  | Sandkörner sind kaum oder nicht sicht- und fühlbar; die samtig-mehlige Feinsubstanz haftet deutlich in Fingerrillen; die Reibfläche ist matt und aufschuppend.                        | Uu      | su      | u       |
| 9.6  | Sandkörner sind sicht- und fühlbar; samtig-mehlige Feinsubstanz haftet deutlich in Fingerrillen; die Reibfläche ist körnig, matt und aufschuppend.                                    | Us      | su      | u       |
| 9.7  | Sandkörner sind sicht- und fühlbar; die überwiegende leicht mehlige Feinsubstanz haftet deutlich in Fingerrillen.                                                                     | Uls     | lu      | u       |
| 9.8  | Sandkörner sind kaum oder nicht sicht- und fühlbar; die sehr stark mehlige Feinsubstanz haftet deutlich in Fingerrillen und bildet eine raue, matte und aufschuppende Reibfläche.     | Ut2     | lu      | u       |
|      | Keine Sandkörner sicht- und fühlbar; die deutlich mehlige Feinsubstanz haftet gut erkennbar in Fingerrillen; die Reibfläche ist matt und aufschuppend.                                | Ut3     | lu      | u       |
|      | Keine Sandkörner sicht- und fühlbar; die schwach mehlige Feinsubstanz haftet und klebt etwas und bildet eine matte bis schwach glänzende, aufschuppende Reibfläche.                   | Ut4     | tu      | u       |
| 9.9  | Sandkörner sind nicht oder kaum sichtbar und nur schwach fühlbar; sehr viel bindige Feinsubstanz bildet eine raue, matte bis schwach glänzende, körnige und aufschuppende Reibfläche. | Lu      | tu      | u       |
| 9.10 | Sandkörner sind deutlich sicht- und fühlbar; mit viel Feinsubstanz sehr schwach mehlig.                                                                                               | Ls2     | ll      | l       |
|      | Sandkörner sind deutlich sicht- und fühlbar, mit viel Feinsubstanz glänzender Reibfläche und sehr deutlich körnig.                                                                    | Ls3     | ll      | l       |
|      | Sandkörner sind deutlich sicht- und fühlbar; nur mäßig Feinsubstanz, dabei schwach glänzende Reibfläche und sehr deutlich körnig.                                                     | Ls4     | ll      | l       |
| 9.11 | Sandkörner sind gut sicht- und fühlbar, sehr viel Feinsubstanz und schwach raue, schwach glänzende Reibfläche.                                                                        | Lt2     | ll      | l       |
|      | Sandkörner sind deutlich sicht- und fühlbar, reich an Feinsubstanz mit sehr stark glänzender, körniger Reibfläche.                                                                    | Lts     | tl      | l       |
|      | Sandkörner sind sicht- und fühlbar, durch sehr viel Feinsubstanz zähplastisch mit schwach rauer, schwach körniger, glänzender Reibfläche.                                             | Lt3     | ut      | t       |
| 9.12 | Wenige Sandkörner sicht- und fühlbar, reich an Feinsubstanz mit stark glänzender Reibfläche.                                                                                          | Ts2     | lt      | t       |
|      | Sandkörner sind deutlich sicht- und fühlbar, sehr viel Feinsubstanz mit schwach rauer, glänzender, deutlich körniger Reibfläche.                                                      | Ts3     | tl      | l       |
|      | Sandkörner sind gut sicht- und fühlbar, viel Feinsubstanz mit rauer, glänzender, deutlich körniger Reibfläche.                                                                        | Ts4     | tl      | l       |
| 9.13 | Keine Sandkörner sicht- und fühlbar; die Feinsubstanz bildet eine raue, schwach glänzende Reibfläche.                                                                                 | Tu4     | ut      | t       |
|      | Keine Sandkörner sicht- und fühlbar; die zähplastische Feinsubstanz bildet eine schwach raue, glänzende Reibfläche.                                                                   | Tu3     | ut      | t       |
|      | Keine Sandkörner sicht- und fühlbar; die stark plastische Feinsubstanz bildet eine schwach raue, glänzende Reibfläche.                                                                | Tu2     | lt      | t       |
| 9.14 | Sehr wenige Sandkörner sicht- und fühlbar, sehr viel zähplastische Feinsubstanz mit glänzender Reibfläche.                                                                            | Tl      | lt      | t       |
| 9.15 | Keine Sandkörner sicht- und fühlbar; die stark plastische, mm-dünn ausrollbare Feinsubstanz bildet eine glatte, schwach glänzende bis glänzende Reibfläche.                           | Tt      | lt      | t       |

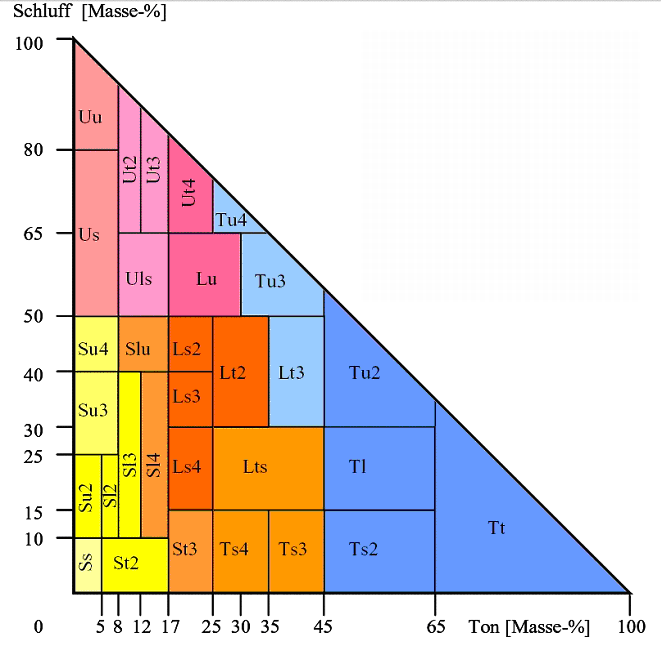
Abbildung 1: Bodenartendiagramm Bodenkundliche Kartieranleitung

Tabelle 2: Benennung der Bodenartengruppen und Bodenarten-Hauptgruppen
|    | Bodenartengruppe |   | Bodenarten-Hauptgruppe |
| -- | ---------------- | - | ---------------------- |
| ss | Reiner Sand      |   |                        |
| us | Schluff-Sande    | s | Sande                  |
| ls | Lehm-Sande       |   |                        |
| sl | Sand-Lehme       |   |                        |
| ll | Lehm-Lehme       | l | Lehme                  |
| tl | Ton-Lehme        |   |                        |
| su | Sand-Schluffe    |   |                        |
| lu | Lehm-Schluffe    | u | Schluffe               |
| tu | Ton-Schluffe     |   |                        |
| ut | Schluff-Tone     | t | Tone                   |
| lt | Lehm-Tone        |   |                        |

## Fingerprobe oder Laboranalyse in Anlehnung an DIN ISO 11277?
Auf die grundsätzlich reproduzierbare Laboranalyse kann auch zur Eichung der Fingerprobe nicht verzichtet werden. Dabei sind aber die Probenvorbereitung und die Durchführung der Laboranalyse zu beachten, die maßgebenden Einfluss nehmen können:
- Die Trocknung der Probe an der Luft oder im Ofen kann zu Bildung oder zur Verhärtung von Kleinstaggregaten führen, die es für die Fingerprobe nicht gibt.
- An die Trocknung schließt sich meist die Siebung an, damit nur Feinboden analysiert wird. Dauer und Krafteinwirkung auf die Probe während der Siebung können einerseits ein Mehr oder Weniger möglicher, zerkleinerter Kleinstaggregaten bedeuten, andererseits auch kleinkörnigen Grobboden so weit weiter zerkleinern, dass er wie Sand gemessen wird, obwohl er im Rahmen einer Fingerprobe nicht soweit zerkleinert worden wäre.
- Die Probenteilung umfangreicherer Ausgangsmengen birgt das Risiko, durch Sortierung Teilproben mit unterschiedlichen Ton-, Schluff- oder Sandgehalten zu erzeugen.
- Art und Intensität der Dispergierung sowie die Intensität und die Dauer des Schüttelns der Proben oder ein Ersatz des Schüttelns durch eine Behandlung mit Ultraschall haben weiteren Einfluss auf die Laborergebnisse.
- Die Möglichkeit oder  - je nach Fragestellung -  Notwendigkeit der Zerstörung von Humus oder aber der Zerstörung bindend wirkender Karbonate oder Eisenhydroxide führen zu separaten und daher voneinander zu trennenden Laborergebnissen.

Beispielsweise macht die Zerstörung von Eisenhydroxiden aus einem nach Fingerprobe oder nach Laboranalyse ohne Zerstörung „schwach tonigen Sand“ eines Go-Horizontes einen reinen „Sand“.
Auch wenn Laborergebnisse grundsätzlich reproduzierbar sind, müssen nicht nur deren Probenvorbereitung und deren Durchführung im Detail beachtet werden, sondern auch die meist automatische Zuordnung der Laborergebnisse zu den Bodenarten!

## Wie werden Körnungsergebnisse automatisch eingeordnet?
Die Einordnung der Körnungsergebnisse in verschiedene Körnungsdiagramme setzt als Konvention nicht nur die definitorische Festlegung dieser Diagramme voraus, sondern zusätzlich weitere Vereinbarungen über die Vorgehensweise.
Es wird angenommen, dass die routinemäßige Auflösung der Körnungsanalysen für die Ton-, Schluff- und Sandfraktionen oder für deren Subfraktionen im Labor maximal 1 Gew.-% genau ist und dass die Summe der Ton-, Schluff und Sandgehalte genau 100 ergibt (oder darauf transponiert werden kann).
Dann reicht es aus, vom Körnungsdiagramm mit seinen 100 Einheiten auf der X-Achse (für Ton oder Clay oder Feinsand …) und den 100 Einheiten auf der Y-Achse (für Schluff oder Silt oder Mittelsand …)  nur die 5151 Punkte mit ganzzahligen Körnungstrippeln zu betrachten.
Deren Zuordnung zu den Begriffsfeldern lässt sich unabhängig vom jeweiligen, konkreten Diagramm nach einem einfachen Verfahren erreichen:
Jeder ganzzahlige X- und Y-Wert wird, nur für dieses Verfahren, um 0.1 oder 0.01 erhöht und dann mit einem Point-in-Polygon-Algorithmus einem Begriffsfeld eindeutig zugeordnet. Das gilt für 5050 der 5151 Punkte. Die verbleibenden 101 Punkte haben Koordinatentrippel mit Sandwerten (= 100 – X – Y), die gleich Null sind. Bei diesen 101 Trippeln wird der jeweils größere X- (Ton-) oder Y- (Schluff-) Wert um 1 erniedrigt; dann werden auch sie und damit die ganzzahligen Originalwerte in jedem beliebigen Körnungsdiagramm eindeutig einem Begriffsfeld zugeordnet.